# Abe Smith
Abe Smith est un ancien pilote de rallyes zimbabwéen.

## Palmarès
- 1994: Champion d'Afrique des rallyes (ARC), sur Audi 90 S2 Quattro Groupe A (copilote Les Wild);
  - 2e du rallye de Zambie en 1991 (Audi Quattro);
  - 5e du rallye International Castrol d'Afrique du Sud en 1994 (Audi Quattro).